# DanDaDan
DanDaDan (ダンダダン?, Dandadan) è un manga scritto e disegnato da Yukinobu Tatsu, serializzato sulla rivista digitale Shōnen Jump+ di Shūeisha a partire dal 6 aprile 2021. I capitoli vengono raccolti e pubblicati in volumi tankōbon a partire dal 4 agosto 2021. Un adattamento anime prodotto da Science Saru è stato trasmesso in Giappone dal 3 ottobre al 19 dicembre 2024. Una seconda stagione va in onda dal 3 luglio 2025.
In occasione del Napoli Comicon tenutosi ad aprile 2022, Edizioni BD ha annunciato l'acquisizione del manga la cui edizione italiana viene pubblicata sotto l'etichetta J-Pop a partire dal 21 settembre seguente.

## Trama
Momo Ayase è una liceale convinta che gli spiriti esistano e non siano solo frutto del folklore popolare, mentre Ken, un suo compagno di scuola, invece crede nell'esistenza degli alieni. Un giorno Momo vede Ken preso di mira dai bulli a causa delle sue credenze e decide quindi di aiutarlo. I due si confidano così le loro rispettive ossessioni sovrannaturali, tuttavia, nessuno crede all'altro, dunque decidono di fare una scommessa per dimostrare chi dei due abbia ragione. Momo andrà a visitare un ospedale abbandonato; luogo dove dovrebbero apparire degli alieni, mentre Ken andrà a visitare una vecchia galleria, dove a detta di Momo dovrebbero comparire gli spiriti. Raggiunti i due luoghi designati, i ragazzi scopriranno che entrambi avevano ragione e che sia alieni che spiriti esistono, ritrovandosi invischiati in una disputa di proporzioni planetarie tra le fazioni dell'occulto.
Il resto della storia segue i due mentre fanno squadra con compagni di studi, amici, familiari e nuove conoscenze per combattere spiriti e alieni; i temi principali della trama includono il recupero dei testicoli di Ken e lo sviluppo di sentimenti romantici tra lui e Momo.

## Personaggi

### Protagonisti
Momo Ayase (綾瀬 桃?, Ayase Momo)
Doppiata da:  Shion Wakayama (ed. giapponese), Ilaria Pellicone (Netflix), Katia Sorrentino (Crunchyroll) (ed. italiana)
Una liceale che crede nei fantasmi e nel soprannaturale. Dopo essere stata rapita dagli alieni Serpo scopre di avere poteri psicocinetici che le permettono di visualizzare le "aure" di persone e oggetti, e visualizza il suo potere come mani giganti per "afferrare" e controllare queste aure. Ha una cotta per l'attore Ken Takakura (ed esce con qualsiasi ragazzo che gli somiglia), per questo motivo si rifiuta di chiamare Okarun con il suo nome perché non gli somiglia per niente. Sebbene inizialmente non vada molto d'accordo con Okarun, dopo aver sconfitto Turbo Nonna diventano grandi amici e, nel corso della storia, lei sviluppa forti sentimenti per lui. L'interesse di Momo per gli spiriti nasce in parte dall'influenza di sua nonna, Seiko, che lavorava con loro, ma dopo essere stata presa in giro per questo a scuola, Momo ha maledetto Seiko per questo, causando tensioni nel loro rapporto. Dopo essere diventata amica di Okarun ed essersi imbarcata nella missione di recupero dei suoi testicoli decide di sfruttare l'occasione per riconciliarsi con la nonna.
Ken Takakura (高倉 健?, Takakura Ken)
Doppiato da: Natsuki Hanae (ed. giapponese), Valeriano Corini (Netflix), Marcello Gobbi (Crunchyroll) (ed. italiana)
Un liceale timido e senza amici che cerca di entrare in contatto con Ayase grazie ai loro interessi condivisi nel soprannaturale. Lei lo chiama Okarun (オカルン?) da "occulto", poiché condivide il nome con l'attore Ken Takakura, la celebrità per cui ha una cotta. Dopo essere stato posseduto dalla Turbo-Nonna, Ken acquisisce la capacità di entrare in un potente stato demoniaco, che gli garantisce un'immensa velocità. Tiene molto alla sua amicizia con Momo e nel corso della storia si rende conto di essere innamorato di lei, confessandoglielo alla fine. Okarun è stato spesso preso di mira dagli altri compagni di classe per il suo atteggiamento da nerd, ma alla fine ha iniziato a trovare conforto nei suoi nuovi amici, divenendo piuttosto popolare. La perdita e il conseguente recupero dei suoi testicoli rappresentano il fulcro della maggior parte della serie.

### Umani
Seiko Ayase (綾瀬 星子?, Ayase Seiko)
Doppiata da: Nana Mizuki (ed. giapponese), Eleonora Reti (Netflix), Gea Riva (Crunchyroll) (ed. italiana)
Una medium e la nonna di Momo Ayase, con cui vive, nonostante sembri avere circa vent'anni. Aiuta Ayase e Okarun ad affrontare gli spiriti pericolosi. Sebbene non abbia poteri innati, ha una vasta conoscenza di entità soprannaturali e maledizioni e usa vari artefatti e il potere preso in prestito dal dio che risiede nella loro città per sigillare ed esorcizzare gli spiriti, sebbene questo potere sia limitato solo alla città stessa. Ha una personalità sfacciata, che tende a mettere a disagio le persone con cui interagisce, ma si prende profondamente cura dei suoi cari, tra cui Momo e i suoi alleati. Conduce anche un programma televisivo in cui dimostra autentiche imprese spirituali, come la cartomanzia.
Aira Shiratori (白鳥 愛羅?, Shiratori Aira)
Doppiata da: Ayane Sakura (ed. giapponese), Luna Iansante (Netflix), Federica Simonelli, Laura Cherubelli (bambina) (Crunchyroll) (ed. italiana)
Una studentessa della stessa scuola di Ayase e Okarun. Dopo essere venuta a conoscenza dell'esistenza del soprannaturale, Shiratori si proclama la "prescelta" in missione per proteggere il mondo dal male e dirige la sua attenzione verso Ayase, credendo che lei e Okarun siano dei demoni che devono essere fermati. Similmente a Okarun, può trasformarsi in una forma demoniaca con poteri ereditati da uno yokai chiamato Acrobatic Silky (アクロバティックさらさら?, Akurobatikku Sarasara), donandole un'immensa agilità e capelli prensili. Successivamente si allea con Momo e Okarun nonostante pensi ancora che siano demoni e finisce per sviluppare una cotta per Okarun per la sua natura altruistica. Si considera la leader del gruppo di amici, ma col tempo diventa sempre più altruista, arrivando a ricucire il suo rapporto con Momo.
Jin Enjoji (円城寺 仁?, Enjōji Jin)
Doppiato da: Kaito Ishikawa (ed. giapponese), Riccardo Suarez (Netflix), Jacopo Calatroni (Crunchyroll) (ed. italiana)
Amico d'infanzia di Ayase e sua prima cotta. Il suo soprannome è Jiji (ジジ?). Dopo che i suoi genitori furono ricoverati in ospedale a causa della sua casa infestata, Enjoji si trasferì da Ayase e Seiko prima di trasferirsi alla scuola di Ayase. Sebbene considerato un ragazzo atletico e attraente, Jiji è in realtà una persona piuttosto eccentrica che elogia costantemente gli altri e vede tutti in una luce positiva. Dopo che Jiji si scusa per il suo comportamento, lui e Momo riaccendono la loro amicizia e, di conseguenza, Okarun si sente geloso della sua relazione con Momo, che in seguito si rivela essere in qualche modo valida quando Jiji sviluppa dei sentimenti per lei nel tempo, ma Jiji cerca comunque di diventare suo amico. È posseduto dal Malocchio, che va su tutte le furie quando ha il controllo del corpo di Jiji.
Rin Sawaki (佐脇 凛?, Sawaki Rin)
Rin, principalmente chiamata Rappresentante di classe (委員長?, Iinchō), è la rappresentante di classe diligente e autoritaria della Classe C, che include in particolare Okarun, Kinta e Bamora. Dopo aver affrontato il rancore duraturo di un'amica d'infanzia defunta, ottiene poteri gravitazionali alimentati da una yokai basati sulla sua capacità di cantare.
Kinta Sakata (坂田 金太?, Sakata Kinta)
Kinta è il compagno di classe paffuto e un po' asociale di Okarun, che è profondamente interessato al soprannaturale e agli extraterrestri, ma cerca di convincere Okarun a renderlo più popolare con le ragazze. Nonostante la sua generale inettitudine sociale, ha delle capacità immaginative inestimabili che funzionano bene in tandem con la nanopelle, una tecnologia aliena che consente a qualsiasi cosa il possessore visualizzi di diventare realtà.
Queen Sensei (女王?, Joō)
Doppiata da: Chiaki Takahashi (ed. giapponese), Barbara Pitotti (Netflix), Jolanda Granato (Crunchyroll) (ed. italiana)
È l'infermiera scolastica diligente e affidabile che ascolta tutti i problemi degli studenti. Sebbene si preoccupi per loro, spesso li infastidisce con i suoi comportamenti perversi, come dimostra la frusta che usa per frustare i malfattori e persino i suoi colleghi.
Manjiro (万次郎?, Manjirō)
Doppiato da: Hiroyuki Yoshino (ed. giapponese), Emiliano Ragno (Netflix), Ezio Vivolo (Crunchyroll) (ed. italiana)
Manjiro è l'allievo di Seiko e un medium spirituale a cui viene chiesto di aiutare nel caso del Malocchio.
Hayashi (囃子?, Hayashi)
Gli Hayashi sono una band di musicisti che a volte aiutano Seiko a esorcizzare gli spiriti maligni usando la musica heavy metal. Toshiro (Toshiro?, Toshirō) è il cantante, Hideji (Hideji?) è il chitarrista, Yoshikichi (Yoshikichi?) è il batterista e Patterson (Patāson?) è il bassista muto.
Unji Zuma (頭間 雲児?, Zuma Unji)
Zuma è uno studente del liceo Renjaku ed è il capo di una banda di delinquenti di altre scuole superiori. Ha perso la sua famiglia da bambino e in seguito viene adottato da Bega, che ha perso anche lui la sua famiglia. Ha poteri sovrannaturali basati sugli ombrelli dopo aver incontrato lo spirito del fratello minore, ora trasformato in uno yōkai Karakasa soprannominato Umbrella Boy. Dopo essere stato portato a ottenere uno dei testicoli di Okarun, Unji tenta di battere un gioco da tavolo diorama soprannaturale chiamato Danmanra.
Masamichi Bega (部賀正道?, Bega Masamichi)
Conosciuto anche come Bega il Demone (鬼の部賀?, Oni no Bega), è un agente di polizia estremamente severo ma gentile di stanza alla stazione di polizia di Kamikoshi. Accoglie Zuma, un ragazzo delinquente locale, dopo aver scoperto il suo passato da orfano.
Kouki Yukishiro (雪白 幸姬?, Yukishiro Kōki)
Kouki è una studentessa che ha affrontato Momo nella biblioteca della scuola dopo l'avventura di Danmanra. Sebbene fosse una prodigio del pianoforte quando era bambina, da allora è diventata invisibile alla sua famiglia e agli altri compagni di classe, nascondendo il suo viso dietro lunghi capelli arruffati. Sta agendo su istruzioni di una figura oscura, dopo che l'hanno ricattata a causa di un selfie osceno. Ha il potere di far obbedire alla sua volontà anche i più piccoli esseri viventi.
Payase (パヤセ?)
È un uomo che colleziona oggetti maledetti; lavora con Kashimoto ed entrambi sono conoscenti di Seiko. Payase può manipolare le ombre e tutte le loro proprietà.
Kashimoto (樫本?)
È il partner di Payase, ha familiarità con i pigmei e offre informazioni a Seiko sul caso di Momo quando questi viene rimpicciolita. Può utilizzare il potere di Aphoom-Zhah, la Fiamma Fredda, uno dei Grandi Antichi del Mito di Cthulhu di H.P. Lovecraft.
Hase (ハセ?)
È un ragazzo popolare del liceo Kami, che bullizza regolarmente Okarun e in seguito cerca di ottenere poteri soprannaturali dal Conte Saint-Germain per competere con la sua nuova abilità atletica.
Mika Adachi (足立 美加?, Adachi Mika)
È l'insegnante della classe 2E del liceo Kami, che viene manipolata per attaccare le persone dotate di poteri con le sue evocazioni di zombi cinesi Jiangshi.
Takeshi Murakami (村上 剛史?, Murakami Takeshi)
È un membro dello staff dell liceo Kami High, che si rivela essere colui che ha ricattato Kouki e Adachi per ottenere i suoi ordini tramite foto oscene. Ha il potere di evocare giocatori di basket spirituali che usano le loro teste come armi e possono rubare i corpi delle persone se le mettono nel canestro.

### Spiriti
Turbo-Nonna (ターボババア?, Tābo Babā)
Doppiata da: Mayumi Tanaka (ed. giapponese), Paola Majano (Netflix), Patrizia Scianca (Crunchyroll) (ed. italiana)
Una yōkai che assume la forma di una donna anziana crudele e sboccata, era solita confortare gli spiriti delle ragazze che morivano di una morte orribile, ma iniziò a imprecare e a rubare i genitali di chiunque entrato nel suo territorio. Dopo che Ayase e Okarun l'hanno sconfitta, Seiko sigilla il suo spirito all'interno di una bambola "maneki neko" e accetta di aiutarli per il momento a ritrovare i testicoli di OKarun, finché non potrà riacquistare completamente i suoi poteri.
Acrobata dai Capelli Setosi/ Acrobata Setosa/ Acroseta (アクロバティックさらさら?, Akurobatikku Sarasara)
Doppiata da: Kikuko Inoue (ed. giapponese), Tiziana Avarista (Netflix), Cinzia Massironi (Crunchyroll) (ed. italiana)
Acroseta è uno spirito potente che possiede una forza e una flessibilità superumane. Nella sua vita umana, era una madre single e un'aspirante ballerina di danza classica, ma è stata costretta a lavori saltuari, tra cui la prostituta, per arrivare a fine mese e sostenere sua figlia. La sua vita è finita per andare in pezzi quando il suo pappone ha rapito sua figlia e l'ha brutalmente aggredita per riscuotere il pagamento, portandola al suicidio. Poco dopo essere diventata uno spirito, incontrò una giovane Aira che l'ha chiamata "mamma" dopo averla scambiata brevemente per la sua defunta madre, il che ha portato Acroseta a supporre che Aira fosse la reincarnazione di sua figlia e ha iniziato a perseguitarla per oltre un decennio fino a quando Aira non è riuscita a percepirla di nuovo. Una volta che ciò è accaduto, tuttavia, Aira non si è ricordata di lei e ha pensato che fosse un famiglio evocato da Momo, facendola arrabbiare così tanto che l'ha uccisa accidentalmente. Acroseta sacrificò la sua forza vitale per resuscitare Aira trasferendole i suoi poteri, la sua coscienza entrò nel limbo in modo permanente a causa dei suoi attaccamenti terreni. Tuttavia, fece pace con il suo destino dopo che Momo e Aira le mostrarono compassione nei suoi ultimi momenti.
Taro (太郎?, Tarō)
Doppiato da: Tomokazu Sugita (ed. giapponese), Patrizio Cigliano (Netflix), Massimo Di Benedetto (Crunchyroll) (ed. italiana)
Un manichino anatomico vivente che Momo e Okarun incontrano mentre cercano il testicolo mancante di Okarun. È innamorato di Hana, ed è in grado di staccare e rimontare il suo corpo a piacimento.
Hana (花?)
Doppiata da: Fumi Hirano (ed. giapponese), Barbara Pitotti (Netflix), Elisa Giorgio (Crunchyroll) (ed. italiana)
Hana è un modello anatomico antropomorfo che si trova nella residenza Ayase.
Malocchio (邪視?, Jashi)
Doppiato da: Mutsumi Tamura  (ed. giapponese)
Un potente e sinistro yokai nato come sacrificio umano nel periodo feudale. Nutre un odio per tutta l'umanità e inganna Jiji facendogli stipulare un contratto in modo da poterla sradicare. Tuttavia, dopo essere diventato amico di Okarun attraverso una serie di combattimenti, ha fatto un patto con lui per rendere il ragazzo il suo unico bersaglio. Oltre alle sue immense capacità fisiche, usa i rancori delle vittime sacrificali per formare costrutti potenti e quasi invincibili che spesso si manifestano in qualcosa di simile a un pallone da calcio.
Reiko Kashima (カシマレイコ?, Kashima Reiko)
Reiko, conosciuta anche come Donna dalla bocca tagliata (口裂け女?, Kuchisake-onna), è una yokai che in passato risiedeva in un'area in rovina nella città di Kamikoshi. Dopo essere stata sconfitta da Momo, Reiko nutre rancore nei confronti della ragazza e ha giurato di vendicarsi di lei la prossima volta che si fossero incontrate. Durante l'invasione dei Kur, tiene un'imboscata a Momo e Okarun, ma distrugge la flotta Kur perché le ricorda il suo passato e la sua morte durante la Seconda Guerra Mondiale. Decide quindi di non vendicarsi di Momo dopo aver visto Momo e Okarun prepararsi a combatterla per proteggersi a vicenda, e inizia quindi un viaggio alla ricerca di un uomo che possa amarla.
Mai Kawabanga (川番河 舞?, Kawabanga Mai)
Mai era l'amica d'infanzia di Rin Sawaki, morta in un incidente d'auto. Il suo spirito poi è diventato uno yokai che era legato a Rin finché non è stato purificato e convertito in uno spirito guardiano. Continuando a stare al fianco di Rin, Mai si pone come obiettivo di far diventare la sua amica d'infanzia una idol.
Umbrella Boy (アンブレラボーイ?, Anburera Bōi)
Umbrella Boy è lo spirito, ora yōkai, del defunto fratello di Unji, che possiede il suo corpo. Fornisce a Unji poteri basati sugli ombrelli ed è basato su un karakasa.
Carta Fiaba (メルへンカルタ?, Meruen Karuta)
È uno spirito sigillato all'interno del gioco da tavolo Danmanra e il creatore del mondo interiore del baule maledetto.

### Alieni
Serpiani (セルポ星人?, Serupo Seijin)
Doppiati da: Kazuya Nakai (ed. giapponese), David Vivanti, Mattia Billi e Michele Mancuso (Netflix), Patrizio Prata (Crunchyroll) (ed. italiana)
I Serpiani sono una razza aliena interamente maschile che proviene dal pianeta Serpo. Poiché la loro razza è composta esclusivamente da maschi, i Serpo non hanno modo di riprodursi naturalmente e ricorrono alla tecnologia della clonazione, ma poiché l'evoluzione biologica non può avvenire all'interno di esseri identici, i Serpo cercano di ottenere organi riproduttivi rapendo gli umani dalla Terra e rubando i loro organi sessuali (o "banane").
Canocchia / Demone di Dover (シャコさん?, Shako-san)
Doppiato da: Tomokazu Seki (ed. giapponese), Raffaele Proietti (Netflix), Claudio Colombo (Crunchyroll)
Un alieno che assomiglia a un canocchia che ha attaccato Momo, Okarun e Aira ma in seguito fa amicizia con loro dopo che lo hanno aiutato a curare la malattia di suo figlio Chiquitita. Ora lavora in una fattoria e continua ad assistere il gruppo in ogni modo possibile. Ha un'immensa resistenza, e può trasformarsi in una forma più potente e attaccare con pugni a velocità di proiettile. Per questo motivo, i suoi simili vengono spesso arruolati da altre specie per combattere, ma lui è considerato uno dei membri più deboli della sua razza ed è pertanto costretto a ricorrere a lavori mercenari di basso livello.
Naki Kito (鬼頭 ナキ?, Kitō Naki)
Doppiata da: Masako Isobe (ed. giapponese), Alessandra Cassioli (Netflix), Cristina Giolitti (Crunchyroll) (ed. italiana)
Naki Kito è una donna sotterranea che ha trascorso oltre 200 anni offrendo sacrifici umani agli Tsuchinoko per impedire la distruzione del suo villaggio, finché Jiji non ha portato Momo e Okarun al villaggio.
Bamora (バモラ?, Bamora)
Bamora è una sumera e l'unica figlia sopravvissuta della sua razza. Arrivata sulla Terra dopo essere sfuggita a un'invasione sul suo pianeta natale da parte dei Kur, onora i desideri della madre adottiva di trovare un marito degno che possa aiutarla a preservare la stirpe sumera, il che la porta da Okarun e Momo, scegliendo il primo come marito credendo che sia stato lui a sconfiggerla. Tende a imitare ciò che dicono gli altri poiché non conosce nessuna lingua terrestre, quindi il gruppo deve insegnarle a parlare giapponese. Col tempo, lei e Momo stringono una forte amicizia. In combattimento usa un esoscheletro che le è stato dato dalla madre adottiva Banga prima che le due si separassero, il cui design ricorda molto il dio di Sumer, che è raffigurato come un kaiju. Tale tuta conferisce a Bamora numerosi poteri, come una forza e una resistenza sovrumane, la capacità di aumentare le sue dimensioni o di rendersi invisibile.
Rokuro Serpo (セルポ 6郎?, Serpo 6rō)
Rokuro è un clone dei Serpo che ha aiutato a combattere l'invasione dei Kur. In seguito, è stato marchiato come difettoso ed esiliato dai Serpo; lavora part-time in un minimarket, sempre alla ricerca di altre opportunità di lavoro.
Kur (深淵ケの者?, Keru)
I Kur sono una razza aliena militarista originaria delle più remote regioni dello spazio. Descritti dai Serpo come globalisti, hanno cercato attivamente pianeti all'interno del sistema galattico da conquistare, incluso il pianeta natale di Bamora.
Conte Saint-Germain (サンジェルマン伯爵?, Sanjeruman Hakushaku)
Il conte Saint-Germain è un alieno e un affiliato dei Kur, che lavora come vicepreside e consigliere del Club di ricerca di storia e cultura nella scuola superiore di Momo e Okarun, sotto il falso nome di Sanjome (三丈目?)

## Media

### Manga
Dandadan, scritto e disegnato da Yukinobu Tatsu, è pubblicato settimanalmente dal 6 aprile 2021 sulla rivista digitale Shōnen Jump+ di Shūeisha. La stessa casa editrice si occupa di raccogliere i capitoli sotto forma di volumi formato tankōbon; il primo è stato pubblicato il 4 agosto 2021 e al 4 luglio 2025 ne sono stati messi in vendita in tutto venti.
A partire dal 21 maggio 2021, la serie viene pubblicata in lingua spagnola in simultanea con l'uscita giapponese sulla piattaforma online Manga Plus di Shūeisha. Sulla stessa piattaforma è presente anche la versione inglese del manga, la cui pubblicazione ha avuto inizio il 23 agosto 2021. La stessa edizione è inoltre pubblicata, sempre in simultanea, sul sito di Viz Media. Nel febbraio del 2021 l'editore statunitense ha inoltre annunciato la pubblicazione cartacea del manga, col primo volume in uscita l'11 ottobre 2022.
Ad aprile 2022 Edizioni BD ha annunciato l'acquisizione del manga per l'edizione italiana, il cui primo volume è stato pubblicato il 21 settembre successivo. La traduzione dei testi è curata da Matteo Cremaschi, con il lettering di Massimiliano Lucidi e l'editing curato da Matteo De Marzo.

### Anime
Un adattamento anime è stato annunciato il 28 novembre 2023. È prodotto da Science Saru, diretto da Fūga Yamashiro, con la sceneggiatura ad opera di Hiroshi Seko, il character design curato da Naoyuki Onda mentre quello delle entità aliene e soprannaturali da Yoshimichi Kameda e la colonna sonora composta da Kensuke Ushio. La serie è stata trasmessa in Giappone dal 3 ottobre al 19 dicembre 2024 nel blocco di programmazione Super Animeism Turbo sulle emittenti affiliate alla JNN, tra cui MBS e TBS. La sigla di apertura Otonoke (オトノケ?) è cantata dai Creepy Nuts mentre quella di chiusura è Taidada di Zutomayo. Prima della messa in onda televisiva, i primi tre episodi sono stati raccolti e distribuiti nelle sale cinematografiche con il titolo Dan Da Dan: First Encounter, con proiezioni a partire dal 31 agosto 2024 in Asia. In Italia i tre episodi sono stati proiettati in alcuni cinema selezionati il 7 e l'8 settembre 2024 sotto distribuzione Pom Anime.
Crunchyroll ha trasmesso la serie in simulcast in versione sottotitolata al di fuori dell'Asia, compreso il Medio Oriente e la CSI, mentre Netflix l'ha trasmessa a livello globale. Hulu ha trasmesso la serie in streaming negli Stati Uniti. Muse Communication ha concesso la licenza per la serie in Asia-Pacifico. In Italia la serie è stata pubblicata sia in versione sottotitolata che doppiata su Netflix e Crunchyroll. Inoltre è stata distribuita con solo i sottotitoli italiani da Yamato Video sul canale Anime Generation di Prime Video. Il doppiaggio italiano della versione distribuita da Netflix è stato curato da CDC Sefit Group di Roma sotto la direzione di Paola Majano. L'adattamento dei dialoghi dell'edizione italiana è stato effettuato da Anaïs Pain. Il doppiaggio pubblicato su Crunchyroll è stato curato da Molok Studios di Milano sotto la direzione di Massimo Di Benedetto e Mosè Singh. L'adattamento dei dialoghi di questa edizione è di Elena Rovati.
Dopo la messa in onda dell'episodio finale della prima stagione, è stata annunciata una seconda stagione che va in onda dal 3 luglio 2025. Abel Góngora è co-regista della stagione insieme a Fūga Yamashiro. Crunchyroll e Netflix la trasmettono in streaming. I primi tre episodi della stagione sono stati distribuiti nelle sale cinematografiche al di fuori del Giappone con il titolo Dan Da Dan: Evil Eye dal 30 maggio in Asia e dal 7 giugno in Europa. In Italia è stato proiettato in alcuni cinema selezionati dal 4 all'8 giugno 2025 sotto distribuzione Pom Anime. La sigla di apertura è Kakumei dōchū (革命道中?) di Aina the End mentre quella di chiusura è Doukashiteru (どうかしてる?) di WurtS.

#### Episodi

##### Prima stagione
Il primo titolo italiano si riferisce all'edizione Netflix (a sinistra), il secondo a quella di Crunchyroll (al centro) mentre il terzo alla versione di Yamato Video (a destra).
| Nº serie | Nº | Titolo italiano (edizione Netflix / edizione Crunchyroll / edizione Yamato Video) Giapponese 「Kanji」 - Rōmaji | In onda          | In onda          |
| Nº serie | Nº | Titolo italiano (edizione Netflix / edizione Crunchyroll / edizione Yamato Video) Giapponese 「Kanji」 - Rōmaji | Giapponese       | Italiano         |
| 1        | 1  | È così che nasce l'amore / Non è così che nasce l'amore? / È proprio così che ci si innamora 「それって恋のはじまりじゃんよ」 - Sorette koi no hajimari jan yo | 3 ottobre 2024   | 3 ottobre 2024   |
| 1        | 1  | Momo Ayase è una liceale che stima l'attore Ken Takakura e vuole un ragazzo che assomigli al suo idolo. Lasciata dal suo primo fidanzato, Momo incontra a scuola un ragazzo suo coetaneo e lo salva dai bulli. I due cominciano a parlare dell'occulto, ma hanno delle divergenze: Momo ritiene che esistano gli spiriti, a differenza del ragazzo che crede negli alieni. Per dimostrare di avere ragione, i due si danno appuntamento in un luogo abbandonato; in quel posto, il ragazzo incontra la Turbo-Nonna, uno spirito che gli infligge una maledizione e gli ruba il pene; Ayase, invece, viene rapita dai serponiani, alieni del pianeta Serpo che la spogliano e la lasciano in intimo poiché, nel loro mondo, per assenza di donne, si riproducono solo per clonazione e, per tale motivo, vogliono fare sesso con lei. Tuttavia, il ragazzo maledetto salva Momo, che riesce a liberarsi sbloccando dei poteri nascosti. I due scappano via dopo aver scoperto che sia gli spiriti che gli alieni sono reali; successivamente, Ayase chiede al ragazzo con gli occhiali il suo nome, scoprendo che si chiama Ken Takakura, proprio come l'attore. |                  |                  |
| 2        | 2  | Sembra proprio un alieno / Quello non è un alieno? / Ehi, ma non è un alieno? 「それって宇宙人じゃね」 - Sorette uchūbito ja ne | 10 ottobre 2024  | 10 ottobre 2024  |
| 2        | 2  | Momo si rifiuta di chiamare Ken col suo nome, poiché, per lei non assomiglia per niente all'attore; pertanto, stabilisce che lo chiamerà Okarun, poiché è un nome che richiama l'occulto. Momo porta Okarun a casa sua, dove abita con sua nonna, una donna che si definisce una medium; giunti sul luogo, Momo toglie un sigillo all'ingresso per far entrare il suo amico, che altrimenti andrebbe a fuoco per via della maledizione della Turbo-Nonna. Okarun, infatti, spiega di non avere più il pene e Momo è costretta a usare i suoi poteri su di lui per tenere a bada la maledizione. Alla casa, tuttavia, si presenta un alieno-spirito che riesce ad entrare grazie alla rimozione del sigillo. Nonostante Momo e Okarun vadano in difficoltà, entrambi tentano di usare tutti i poteri che hanno a disposizione per batterlo. Alla fine, Momo riesce a rimettere il sigillo e a bruciare il nemico, ma per via della stanchezza sviene a terra, lasciando che la maledizione di Okarun prenda il sopravvento sul ragazzo. |                  |                  |
| 3        | 3  | Uno scontro nonna contro nonna / Nonna e nonna si scontrano? / Vecchia contro vecchia 「ババアとババアが激突じゃんか」 - Babā to babā ga gekitotsu jan ka | 17 ottobre 2024  | 17 ottobre 2024  |
| 3        | 3  | La nonna di Momo, Seiko Ayase, torna a casa e vede sua nipote svenuta a terra e la Turbo-Nonna che ha preso il controllo del corpo di Okarun. Grazie ai suoi poteri da medium, Seiko riesce a creare una barriera con la quale sconfigge temporaneamente la Turbo-Nonna. Quando Momo si risveglia, chiede spiegazioni a sua nonna e scopre che Okarun è vivo; quest'ultimo si trova nel santuario del giardino, dentro al quale la maledizione non può agire. Seiko spiega a Momo e Okarun che devono allenarsi fisicamente, poiché l'unico modo per sconfiggere la Turbo-Nonna è portarla fuori dalla città, dove ha meno potere ed è debole. Il giorno dopo, i due cominciano ad allenarsi, ma Okarun, ormai al limite dello stimolo, si precipita in bagno, costringendo Momo a guardarlo mentre fa i suoi bisogni per tenere a bada la maledizione. Tuttavia, durante il momento imbarazzante la Turbo-Nonna dice a Momo che l'aspetta nel tunnel, dove può avere la sua vendetta. La sera, allora, Okarun e Momo prendono il treno per dirigersi al tunnel, pronti a sconfiggere definitivamente la Turbo-Nonna. |                  |                  |
| 4        | 4  | Turbo Nonna al tappeto / Pestiamo la Turbononna / Riempiamo di botte la Turbononna 「ターボババアをぶっ飛ばそう」 - Tābo Babā o buttobasō | 24 ottobre 2024  | 24 ottobre 2024  |
| 4        | 4  | Momo e Okarun arrivano al tunnel in cui si nasconde la Turbo-Nonna. Quest'ultima riesce subito a catturare i due, ma Momo, seguendo il consiglio che Seiko le aveva dato prima di partire, provoca la Turbo-Nonna e la sfida in una gara di velocità, così da portarla fuori dalla città e sconfiggerla. La Turbo-Nonna viene così catturata, ma risveglia uno spirito con le sembianze di un granchio gigante che costringe Momo e Okarun a scappare. I due sfruttano tutte le loro forze e salgono su un treno che conduce fuori dalla città: la Turbo-Nonna li segue e cade così nella trappola, per cui, una volta fuori dalla città, Momo la sconfigge definitivamente e libera Okarun dalla maledizione. La sera, Seiko chiede a Okarun di mostragli il pene per sicurezza, ma lui si rifiuta: saluta quindi Momo e dopo un imbarazzante e falso "Addio", i due si promettono di rivedersi il giorno dopo a scuola. |                  |                  |
| 5        | 5  | Dove sono le tue palle? / Dove sono le palle?! / Dove sono finite le mie palle? 「タマはどこじゃんよ」 - Tama wa doko jan yo | 31 ottobre 2024  | 31 ottobre 2024  |
| 5        | 5  | Okarun e Momo si rivedono a scuola la mattina dopo il giorno in cui hanno sconfitto la Turbo-Nonna. I due, vogliosi di parlare di occulto insieme, si cercano a vicenda durante l'intervallo, senza mai trovarsi; verso la fine della ricreazione riescono casualmente a incontrarsi e finiscono per sbattere l'uno contro l'altra, dando l'impressione di starsi baciando alle amiche di Momo. I due, per l'imbarazzo, litigano e si rivolgono brutte parole, promettendosi di non parlarsi mai più. Okarun si reca in bagno e scopre che nonostante il suo pene sia tornato, sono spariti i suoi testicoli; poco dopo, mentre si dirige all'uscita della scuola, si scontra con Aira, una ragazza che gli sparla da dietro e lo prende in giro. Momo, sentendo le parole di Aira, si vendica di lei gettandole una bacinella in testa e riappacificandosi con Okarun, che le spiega la situazione dei testicoli. A casa degli Ayase, Seiko scopre che la Turbo-Nonna non è morta, ma è dentro il corpo di Okarun, per cui, con un ventaglio, trasferisce la coscienza della Turbo-Nonna in una bambola "maneki neko", mentre i poteri dello spirito rimangono in Okarun. Momo promette alla Turbo-Nonna che riavrà i suoi poteri in cambio dei testicoli del ragazzo, ma la Turbo-Nonna ammette di non sapere dove siano, in quanto gli sono caduti. |                  |                  |
| 6        | 6  | Una donna pericolosa / È arrivata una matta / È arrivata una pazza 「ヤベー女がきた」 - Yabē onna ga kita | 7 novembre 2024  | 7 novembre 2024  |
| 6        | 6  | La Turbo-Nonna rivela che per trovare i testicoli di Okarun bisogna adocchiare biglie dorate di cinque centimetri, ma Okarun e Momo, nonostante le ricerche, non trovano nulla. A scuola, Aira mette delle false voci in giro sul fatto che Momo abbia dei rapporti sessuali facili con chiunque, poiché la crede un demone dopo averla vista usare i poteri per gettarle la bacinella in testa; questo è accaduto perché Aira ha raccolto una delle due biglie dorate, entrando in contatto col mondo spiritico, ma non sapendone niente, crede che Momo sia un demone da estirpare, mentre lei sia un angelo prescelto per la sua bellezza. Per questo motivo, Aira, chiedendo aiuto alle sue amiche, riesce a portare Momo in un capannone e legarla, ma la Turbo-Nonna, andata a scuola con Okarun, capisce che lei ha la biglia. Nel capannone, appare tuttavia uno spirito, l’Acrobata dai Capelli Setosi, che nomina Aira come sua figlia. L'acrobata finisce per mangiare Okarun, Momo e Aira, infastidita dai continui insulti dei tre, ma ingoia per sbaglio i suoi capelli e, dall'interno della pancia, Momo le dà fuoco. L'acrobata sputa così Okarun, Momo e Aira, pronti a combattere per sconfiggerla. |                  |                  |
| 7        | 7  | Un mondo più benevolo / Verso un mondo gentile / In un mondo migliore 「優しい世界へ」 - Yasashī sekai e | 14 novembre 2024 | 14 novembre 2024 |
| 7        | 7  | L'acrobata tenta di catturare Momo e Okarun che, tuttavia, grazie a un piano strategico, riescono a bloccare l'acrobata stessa, i cui capelli rimangono impigliati nelle travi del capannone in cui si trovano. Grazie a questo, riescono a stenderla e a metterla fuori gioco. Nel frattempo, la Turbo-Nonna rivela che Aira è morta durante lo scontro. L'acrobata, rialzatasi, ammette di voler trasferire la sua aura al corpo di Aira, in modo tale da riportarla in vita, spaccandosi la bocca per far sì che Momo si fidi di lei e non pensi che voglia mangiarla. Momo, allora, con il suo potere, collega l'aura dell'acrobata e quella di Aira, scoprendo così il passato di entrambe: l'acrobata, quando era in vita, era una donna povera che per mantenere la figlia guadagnava soldi facendo lavori sottopagati o prostituendosi, ma un giorno le portarono via la figlia e lei, dal dolore, si suicidò; Aira, invece, perse sua madre in tenera età. Aira scambiò l'acrobata per sua madre quando era una bambina e questo la portò a credere che Aira fosse sua figlia, motivo per cui l'ha cercata. Nel presente, Momo, avendo visto la storia di entrambe, piange commuovendosi, mentre Aira, riportata in vita, abbraccia l'acrobata chiamandola mamma un'ultima volta, così da poter far riposare lo spirito in pace per sempre, senza alcun rimpianto. |                  |                  |
| 8        | 8  | Ho una strana sensazione / Non so, mi sento un po' strana / Sono tipo giù di corda 「なんかモヤモヤするじゃんよ」 - Nanka moyamoya suru jan yo | 21 novembre 2024 | 21 novembre 2024 |
| 8        | 8  | Dopo la battaglia con l'acrobata, Aira viene invitata a pranzo a casa di Momo, ma ha un diverbio con lei, in quanto crede che sia un demone e che Okarun sia sotto il suo controllo. Il giorno dopo, a scuola, Okarun decide di allenarsi nei momenti di pausa, ma per vergogna lo nasconde a Momo, dicendole che è impegnato e che dopo le lezioni non potrà stare con lei. Durante i suoi allenamenti nel cortile, tuttavia, Okarun viene interrotto da Aira, che gli confessa di essere innamorata di lui e tenta di baciarlo; Okarun si oppone e finisce per cadere sopra Aira, ma in quel momento, sul posto arriva Momo. Quest'ultima, credendo che i due stiano facendo sesso, pensa che Okarun sia stato bugiardo per questo motivo e litiga con lui. Poco dopo, però, Okarun e Aira entrano nello spazio vuoto degli alieni, incontrando un uomo gambero che canta una stramba canzone e accorgendosi che il pavimento comincia piano piano ad allagarsi. Da un'altra parte della scuola, anche Momo finisce nello spazio vuoto e incontra una creatura simile a un dinosauro che sferra un attacco potente che rischia di ucciderla. Intanto, Okarun e Aira scoprono che tutto ciò che sta accadendo è frutto dei serponiani. Gli alieni spogliano Okarun rendendolo completamente nudo per prendere i suoi genitali, ma Aira accorre in aiuto dell'amico, trasformandosi con i poteri acquisiti dall'acrobata. |                  |                  |
| 9        | 9  | Fusione! Serpo, Demone di Dover e Nessie / Unione! Serpiani Demone di Dover Nessie! / Fusione! Serpo-Demone di Dover-Nessie! 「合体！ セルポドーバーデーモンネッシー！」 - Gattai! Serupo Dōbā Dēmon Nesshī! | 28 novembre 2024 | 28 novembre 2024 |
| 9        | 9  | Aira affronta i serponiani con i poteri dell'acroseta, mentre Okarun cerca invano qualcosa con cui coprirsi le parti intime. I serponiani bloccano con i loro poteri Aira e Okarun, non permettendogli di compiere movimenti; in quel momento, un uomo gamberetto simile a una canocchia, il Demone di Dover, stipendiato dai serponiani stessi, colpisce Okarun ripetutamente per fargli perdere i sensi. Sul posto giunge Momo, sfuggita a Nessie, il mostro dinosauro che aveva incontrato, e con i suoi poteri blocca quelli dei serponiani. Nello spazio vuoto, tutto si trasforma in acqua, compresi il pavimento, il soffitto e le pareti. Momo, Aira e Okarun sono quindi costretti a fuggire nuotando, anche se il ragazzo non può a causa dei poteri della Turbo-Nonna che non gli permettono di immergersi a pieno. Mentre due serponiani restano uccisi a causa di Nessie, poiché quest'ultimo spara a chiunque trovi davanti, il terzo serponiano rimasto decide di fondersi con Canocchia e Nessie stesso, così da includere i poteri di tutti e tre. Alla fine, grazie a un gioco di squadra tra Okarun, Momo e Aira, i nemici vengono sconfitti. Durante l'attacco finale, Okarun, completamente nudo, e Momo, in intimo, finiscono abbracciati ed escono dallo spazio vuoto ritrovandosi uno sopra l'altra davanti a tutti gli alunni della scuola che credono stiano facendo sesso in pubblico. I due, allora, fuggono via per coprirsi insieme ad Aira, anche lei rimasta in intimo.                                                                                                 |                  |                  |
| 10       | 10 | Hai mai visto una mutilazione del bestiame? / Hai mai visto la mutilazione del bestiame? / Hai mai visto la mutilazione del bestiame? 「キャトルミュー ティレーション を君は見たか」 - Kyatorumyū Tirēshon o kimi wa mita ka | 5 dicembre 2024  | 5 dicembre 2024  |
| 10       | 10 | Momo, Aira e Okarun vengono portati in infermeria, dove si sono rivestiti. Okarun, dopo l'attacco dei serponiani, capisce che gli alieni non attaccano la Terra perché questa è protetta dagli spiriti, molto più forti di loro; per tale motivo i serponiani tentano di attingere al potere di ragazzi speciali come loro. Poi, mentre Aira viene portata via dalle amiche, Okarun spiega a Momo del malinteso avvenuto in cortile, del fatto che Aira lo stesse cercando di baciare e che lui ci era caduto sopra, precisando a Momo che le aveva mentito per allenarsi in segreto. Aira, intanto, nella sua classe, ammette ai compagni che è stata lei a mettere in giro delle voci cattive su Momo, così da prendersi tutte le colpe ed evitare che la ragazza finisca vittima di dicerie. Momo e Aira si rivedono in cortile: qui ritrovano l'uomo canocchia ferito e lo portano da Seiko, medicandolo e dandogli del cibo. Canocchia, che chiamano Sig. Gamberetto, spiega che suo figlio è malato e soffre di una malattia che gli fa espellere del sangue. Perciò, Canocchia si era affiliato ai serponiani, credendo di poter guadagnare soldi con cui pagare le cure mediche di suo figlio. Seiko, accorgendosi che il sangue è il latte presente sulla Terra, gli regala una mucca; Canocchia torna così sul suo pianeta natale, ringraziando Seiko, Momo, Okarun e Aira. Poco dopo, a casa Ayase, bussa alla porta qualcuno. Momo, che stava supplicando sua nonna di comprarle una divisa nuova, va ad aprire e scopre che l'ospite è Jiji, un suo amico d'infanzia e il suo primo amore. |                  |                  |
| 11       | 11 | Il primo amore / Il primo amore / Primo amore 「初恋の人」 - Hatsukoi no hito | 12 dicembre 2024 | 12 dicembre 2024 |
| 11       | 11 | Seiko rivela a Momo che Jiji vivrà con loro temporaneamente per via del fatto che i suoi genitori sono stati ricoverati. Okarun e Aira, intanto, vanno via da casa Ayase, lasciando Momo a discutere del problema con sua nonna. Momo afferma infatti di essere contraria alla convivenza con Jiji, ma quest'ultimo le chiede scusa per le prese in giro che le faceva quando era piccola e svela che i suoi genitori sono stati ricoverati dopo che anche lui ha iniziato a vedere gli spiriti nella sua casa, in particolare uno molto spaventoso; nonostante l'intervento di numerosi medium, il problema è persistito, per cui ha chiesto aiuto a Seiko. La nonna di Ayase, tuttavia, dice a Momo che dovrà essere lei a risolvere il problema, in quanto il suo potere non si estende oltre la città. Il giorno dopo, a scuola, Jiji si presenta alla classe di Momo con il suo vero nome, Jin Enjoji. Più tardi, Momo trova Okarun ad allenarsi in cortile, non sapendo che si è ingelosito di Jiji, che s'intromette nella conversazione. I tre sono sorpassati all'improvviso da un modello anatomico che a Momo sembra possedere un testicolo d'oro come quello che cercano. I tre seguono il modello anatomico e scoprono che il suo vero obiettivo era arrivare a una discarica dove era stato gettato il manichino di una donna, Hana. Il modello anatomico, di nome Taro, dichiara il suo amore ad Hana e le sue parole caricano Okarun, che ripensa a quanto Momo abbia cambiato la sua vita.                                                                                             |                  |                  |
| 12       | 12 | Alla casa infestata! / Let's go, direzione casa maledetta / Let's go alla casa maledetta! 「呪いの家ヘレッツゴー」 - Noroinoie Herettsu Gō | 19 dicembre 2024 | 19 dicembre 2024 |
| 12       | 12 | Momo, Okarun e Jiji implorano Seiko di tenere il manichino di Hana a casa Ayase, così da poter far sì che possa incontrarsi con Taro quando vuole. Nonostante il suo iniziale dissenso, Seiko accetta e permette che Hana aspetti il suo amore ogni notte. Momo, intanto, rivela che la palla vista su Taro non era un testicolo di Okarun ma una palla di Natale. La prima notte, Momo resta fuori ad aspettare Taro con Hana, anche se il modello anatomico fa ritardo e arriva il mattino successivo. In seguito, Okarun, Momo e Jiji si recano alla casa di Jiji per risolvere una volta per tutte la questione degli spiriti presenti in quella struttura. Non essendoci inizialmente problemi, Momo lascia Okarun e Jiji da soli alla casa e si reca alle terme della città, non accorgendosi che i bagni sono misti; nelle terme entrano quattro uomini che, vedendo Momo nuda, tentano di molestarla. Nel frattempo, alla casa, Jiji e Okarun giocano a pallone alimentando la loro amicizia, ma presto si accorgono di come la casa abbia una stanza segreta murata. Jiji distrugge parte del muro e scopre una stanza piena di bigliettini su cui è disegnato un occhio. |                  |                  |

##### Seconda stagione
Il primo titolo italiano si riferisce all'edizione Netflix (a sinistra) mentre il secondo a quella di Crunchyroll (a destra).
Questa lista è suscettibile di variazioni e potrebbe essere incompleta o non aggiornata.

| Nº serie | Nº | Titolo italiano (edizione Netflix / edizione Crunchyroll) Giapponese 「Kanji」 - Rōmaji | In onda        | In onda        |
| Nº serie | Nº | Titolo italiano (edizione Netflix / edizione Crunchyroll) Giapponese 「Kanji」 - Rōmaji | Giapponese     | Italiano       |
| 13       | 1  | Ma questa è la leggenda del grande serpente! / Cioè, questa è la leggenda del Grande Serpente 「大蛇伝説ってこれじゃんよ」 - Orochi densetsu tte korejan yo | 3 luglio 2025  | 3 luglio 2025  |
| 13       | 1  | Momo respinge gli aggressori fracassandogli addosso pezzi dell'onsen finché non intervengono le autorità. Nel frattempo, Jiji e Okarun nascondono la stanza piena di talismani quando i Kito, una famiglia di donne e uomini anziani, arrivano a casa di Jiji. Jiji rivela che i Kito sono i suoi padroni di casa mentre iniziano a interrogarlo. Altrove, Momo rintraccia una voce su uno tsuchinoko, ma trova solo della pelle di serpente essiccata in un santuario che dovrebbe contenerla. Quando torna a casa, nota che Jiji e Okarun sono stati trattenuti dai Kito. Dopo averli combattuti, Momo viene lanciata nella stanza nascosta dal capo dei Kito, Naki, e inizia a sprofondare nelle sabbie mobili. Tutti cadono presto nella buca dove scoprono un quartiere sepolto nella montagna. Incontrano quindi un gigantesco dio serpente, che Okarun riconosce come il verme della morte mongolo. Il verme inizia a divorare i Kito, che stavano cercando di sacrificare il trio, mentre i ragazzi cercano rifugio in uno degli edifici. Tuttavia, Momo e Okarun iniziano a perdere il controllo, e quest'ultimo si trasforma improvvisamente nella sua forma yōkai e striscia verso Jiji.                                                                                         |                |                |
| 14       | 2  | Il malocchio / Il Malocchio 「邪視」 - Jashi | 10 luglio 2025 | 10 luglio 2025 |
| 14       | 2  | Momo e Okarun, a causa dei poteri psichici del verme della morte, tentano di suicidarsi, ma vengono salvati da Jiji, che mentre corre via incontra uno spirito chiamato Malocchio, le cui abilità sono in conflitto proprio con il verme della morte. Momo e Okarun riacquistano la sanità mentale e combattono il verme, mentre Jiji viene catapultato nel passato di Malocchio con delle visioni: scopre che lo spirito era un bambino fragile che venne usato come sacrificio dai Kito per prevenire un disastro, e in seguito vagò come uno spirito, potendo guardare solo i genitori sofferenti dei bambini che si suicidavano a causa del verme della morte. Malocchio, sapendo che i Kito usano ancora i bambini come sacrifici, progetta di ucciderli. Vedendo ciò, Jiji tenta di aiutare Malocchio recandosi al suo cadavere originale, preoccupando Momo e la Turbo-Nonna, che tentano di fermarlo ma vengono intrappolate in un liquido vomitato dal verme. Jiji promette a Malocchio di giocare con lui per alleviare il suo dolore, ma lo spirito si impossessa del suo corpo. Malocchio spaventa il verme della morte, ma la Turbo-Nonna dice che Jiji non è più in sé perché posseduto. Malocchio cerca così di far fuori Momo, ma Okarun interviene e ferma il suo attacco. |                |                |
| 15       | 3  | Me la pagherai! / Non li perdonerò 「ゆるさねえぜ」 - Yurusa nē ze | 17 luglio 2025 | 17 luglio 2025 |
| 15       | 3  | Okarun sfida Malocchio, ma è costretto a scappare con Momo per cercare un modo migliore di risolvere la situazione. Okarun decide allora di rimanere sottoterra a occuparsi di Malocchio, mentre Momo ritorna in superficie alla casa per trovare un piano con cui liberare i suoi amici e sconfiggere il verme della morte mongolo. Momo, allora, ricordandosi di alcune nozioni sui vermi che Jiji gli diede quando erano piccoli, decide di incendiare la casa, affinché il verme non possa respirare e giunga in superficie, dove verrà essiccato dal sole. Nel frattempo, Okarun combatte contro Malocchio, ancora in possesso del corpo di Jiji. Malocchio intrappola e colpisce più volte Okarun, che però contrattacca. Malocchio viene steso e Okarun trova la Turbo-Nonna, ancora intrappolata nel liquido del verme. In superficie, arrivano i pompieri e la polizia, mentre il verme viene attirato dall'incendio e, facendo tremare la terra, giunge alla luce del sole, essiccandosi e vomitando la famiglia dei Kito che aveva ingerito. Tuttavia poco dopo si verifica un altro terremoto che porta all'eruzione del vulcano lì vicino. |                |                |
| 16       | 4  | Si mette male / Allucinante, no? 「やば過ぎじゃんよ」 - Yabasugi jan yo | 24 luglio 2025 | 24 luglio 2025 |
| 16       | 4  | Momo cerca di fermare l'eruzione del vulcano usando il corpo del verme morto per spruzzare il liquido appiccicoso della creatura sul magma; tuttavia, i Kito cercano di intralciare Momo, convinti che tutto ciò che è accaduto sia colpa sua, e quindi la attaccano. Momo viene salvata dal proprietario del santuario, Manjiro, che rivela essere allievo di Seiko. Dopo aver affrontato i Kito, fa la sua comparsa Malocchio, giunto in superficie, che attacca tutti in quanto si crede superiore. Sul luogo, in soccorso, arrivano Canocchia e suo figlio Chiquitita, insieme a Seiko e Taro. Questi affrontano Malocchio, mentre Seiko, con Manjiro, usa un sigillo per intrappolare il corpo di Jiji, e quindi Molocchio, all'interno di Taro. Risolta la situazione, Momo e Canocchia tornano ad aiutare Okarun e la Turbo-Nonna, rimasti sottoterra e ricoperti dalla lava. Estraggono la lava e la solidificano, liberando la Turbo-Nonna e Okarun, i quali non si sono bruciati grazie al liquido del verme che li ha protetti. Momo, ancora spaventata, abbraccia Okarun e gli chiede scusa per non averlo salvato prima. |                |                |
| 17       | 5  | Si torna a casa / Dai, fermatevi tutti a dormire 「みんなでお泊まりじゃんよ」 - Minna de otomari jan yo | 31 luglio 2025 | 31 luglio 2025 |
| 17       | 5  | Tornati a casa, Seiko prova a esorcizzare Malocchio dal corpo di Jiji, ma senza riuscirci. Jiji è quindi costretto a restare nel corpo di Taro, per far sì che Malocchio venga contenuto. Durante una cena, Taro riceve dell'acqua calda addosso e Jiji torna in sé. Seiko capisce che l'acqua calda fa restare Jiji nel suo stato normale, mentre con l'acqua fredda Malocchio si impossessa di lui. Seiko fa comunque rimanere Jiji dentro Taro e chiede a tutti di portare una borraccia con acqua calda per sicurezza. Seiko accompagna poi Jiji all'ospedale per farlo riabbracciare con i suoi genitori e, durante il viaggio in macchina, Momo e Okarun si toccano la mano in modo romantico. Taro stacca la testa dal suo corpo, permettendo a Jiji di riabbracciare i suoi genitori senza che sospettino di nulla. Il giorno seguente Momo invita Okarun e Aira a dormire da lei, per controllare meglio Jiji. Tuttavia durante una cena, Okarun fa cadere per sbaglio dell'acqua fredda su Jiji: così Malocchio si libera e distrugge il tavolo. |                |                |
| 18       | 6  | Siamo diventati una famiglia / Siamo diventati una famiglia 「家族になりました」 - Kazoku ni narimashita | 7 agosto 2025  | 7 agosto 2025  |
| 18       | 6  | Malocchio ha distrutto casa Ayase, diventando un problema per tutti. Seiko convoca la band Hayashi per creare un rumore tale da arrivare agli spiriti, con cui esorcizzare e uccidere Malocchio. Tuttavia Jiji chiede a Seiko di non uccidere Malocchio, in quanto gli ha fatto la promessa di giocare con lui, e lei accetta a patto che Jiji impari a controllare lo spirito. La band viene quindi mandata via e le parti della casa distrutte vengono coperte con dei cartoni. Ma Momo, stufa di soffrire il freddo, decide di trovarsi un lavoro e chiede aiuto alle sue amiche. Queste ultime vanno poi da Okarun e lo costringono a venire con loro: lo portano in un cafè, luogo in cui sta lavorando Momo, che vestita da maid si imbarazza. |                |                |
| 19       | 7  | Non mi va giù / Non so, mi sento un po' strana 「なんかモヤモヤするじゃんよ」 - Nanka moyamoya suru jan yo | 14 agosto 2025 | 14 agosto 2025 |
| 19       | 7  | Momo viene presa in giro dalle sue amiche per il lavoro da maid che sta facendo ed è costretta a servirle. Tuttavia, alle dieci, quando Momo termina di lavorare, Okarun si presenta da lei per riaccompagnarla a casa, e i due si incamminano mano nella mano. A casa Ayase, Aira versa per sbaglio dell'acqua fredda su Jiji, attivando il Malocchio: quest'ultimo tenta di uccidere Momo, che gli sputa acqua calda in faccia e lo disattiva. Okarun decide di diventare più forte per poter difendere Momo e chiede aiuto all'alieno Canocchia che però si rifiuta. La notte, mentre gli altri dormono, Okarun si decide ad allenarsi, ma la Turbo-Nonna lo becca e gli dice che poiché sta usando i suoi poteri, può insegnargli lei a diventare più forte: si recano quindi alla scuola, seguiti da Aira, la quale vuole diventare più forte anche lei. Nell'aula di musica, la Turbo-Nonna spiega tramite delle note musicali che Malocchio è più veloce di Okarun, ma all'improvviso appaiono degli spiriti musicali dall'aspetto poco rassicurante. |                |                |
| 20       | 8  | Metticela tutta, Okarun! 「がんばれオカルン」 - Ganbare Okarun | 21 agosto 2025 | 21 agosto 2025 |

## Accoglienza
Il primo capitolo è stato letto oltre un milione di volte in meno di due giorni. Ad un mese dal debutto con cinque capitoli pubblicati, le visualizzazioni totali del manga superavano i sei milioni e l'opera ha mantenuto una media di circa un milione di lettori settimanali. A settembre 2021 i primi 26 capitoli avevano accumulato oltre 40 milioni di visualizzazioni su Shōnen Jump+. Al momento dell'uscita del volume 5 il manga conta oltre 1,4 milioni di copie in circolazione. La serie aveva oltre 3,2 milioni di copie in circolazione entro novembre 2023; oltre 4 milioni di copie entro ottobre 2024; e oltre 5 milioni entro dicembre 2024.
Nel 2021, in occasione della settima edizione dei Next Manga Awards, premiazione annuale per i nuovi manga emergenti sponsorizzata dalla rivista Da Vinci della Kadokawa e dal sito Niconico, l'opera è stata candidata per la categoria "miglior web manga", piazzandosi al secondo posto su cinquanta titoli. Alla fine dell'anno, nell'edizione del 2022 della guida annuale Kono manga ga sugoi! di Takarajimasha, il manga figura al quarto posto tra le letture consigliate ad un pubblico maschile. Nel gennaio seguente la serie si è classificata al primo posto tra i manga più raccomandati dai librai giapponesi per il nuovo anno. Dandadan è stato inoltre nominato per il 15° Manga Taishō, posizionandosi settimo con 53 punti.